# Belais
Belais(mal. Kampong Belais) – wieś w mukimie Bukok w dystrykcie Temburong we wschodnim Brunei. Położona jest przy granicy z Malezją, nad rzeką Belais.